# Модерне мистецтво
Модерне мистецтво охоплює художні твори, створені приблизно в період з 1860-х до 1970-х років, та позначає стилі й філософію мистецтва, що виникли в цей час.  Цей період зазвичай асоціюється з мистецтвом, у якому традиції минулого були відкинуті в дусі експериментування. Митці епохи модерну експериментували з новими способами бачення та свіжими ідеями щодо природи матеріалів і функцій мистецтва. 